# Орлово (Муром)
Орлово (рос. Орлово) — присілок, підпорядкований місту Мурому Владимирської області Російської Федерації.
Населення становить 781 особу (2010).

## Історія
Присілок розташований на землях фіно-угорських народів муроми та мещери.
Згідно із законом від 13 травня 2005 року увійшло до складу муніципального утворення місто Муром.

## Населення
| 1859 | 1897 | 1905 | 1926  | 2002 | 2010 |
| ---- | ---- | ---- | ----- | ---- | ---- |
| 727  | ↘716 | ↗912 | ↗1299 | ↘770 | ↗781 |